# 扬·吕克
扬·吕克（德語：Jan Lüke，1989年1月29日—），德国男子赛艇运动员。他曾代表德国参加新西兰举办的2010年世界赛艇锦标赛，获得男子轻量级八人单桨有舵手金牌。